# Victor Serge

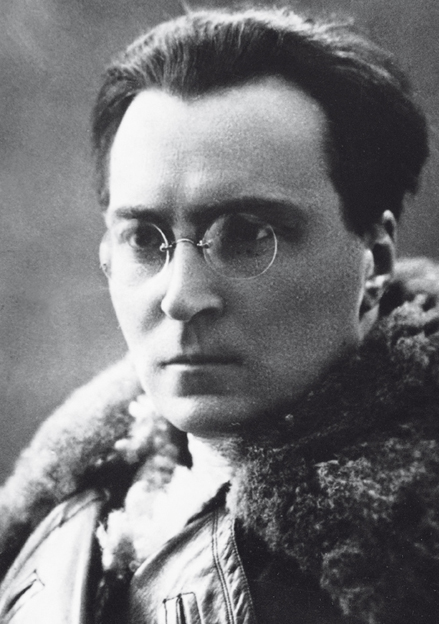
Victor Serge (vor 1940)

Victor Serge, bürgerlich: Wiktor Lwowitsch Kibaltschitsch (russisch Виктор Львович Кибальчич, wissenschaftliche Transliteration Viktor Lʼvovič Kibalʼčič; * 30. Dezember 1890 in Brüssel; † 17. November 1947 in Mexiko-Stadt), war ein Journalist und Schriftsteller und radikaler linker Revolutionär.

## Leben
Kibaltschitschs Eltern waren politische Flüchtlinge aus Russland, die der revolutionären Organisation Narodnaja Wolja angehörten. Zunächst schloss sich der junge Kibaltschitsch der belgischen sozialistischen Jugendorganisation Jeunes Gardes an, die er wegen seiner Abneigung gegen den Reformismus bald verließ. Mit 19 Jahren übersiedelte Kibaltschitsch nach Paris, wo er Teil der anarchistischen Szene und Mitherausgeber der Zeitschrift L’Anarchie wurde. Wegen seiner Unterstützung der sogenannten Bonnot-Bande, einer anarchistischen Gruppe, die auch Enteignungen und Anschläge durchführte, wurde er 1912 zu fünf Jahren Haft verurteilt.
Nach der Entlassung 1917 übersiedelte er nach Barcelona, wo er den Namen Serge annahm. Er wirkte in der anarchosyndikalistischen Zeitung Tierra y Libertad mit und nahm am Aufstand im Juli 1917 teil.

### Nach der Russischen Revolution
Nachdem Serge von dem Ausbruch der russischen Revolution erfahren hatte, versuchte er, nach Russland zu gelangen, wurde aber auf dem Weg dorthin über ein Jahr in Frankreich, in der colonie de Précigné, einem Internierungslager für Unerwünschte, als „verdächtiger Ausländer“ inhaftiert und kam erst im Rahmen eines Gefangenenaustausches frei. Dort im Januar 1919 angekommen, schloss er sich, trotz großer Skepsis und Bedenken gegenüber dem Vorgehen der Bolschewiki, der Kommunistischen Partei an, um die Revolution zu unterstützen. Dabei ging er davon aus, dass die Umstände (Russischer Bürgerkrieg, in dem die Weißgardisten von Großbritannien und Frankreich unterstützt wurden) einerseits einen objektiven Druck erzeugten, andererseits aber auch nicht alles (wie beispielsweise die Gründung der Tscheka und Repression gegen andere Linke) rechtfertigten. Serge beteiligte sich in den nächsten Jahren vor allem am Aufbau der Kommunistischen Internationalen und arbeitete dabei eng mit Sinowjew zusammen.
Die Forderungen der aufständischen Kronstädter Matrosen im März 1921 hielt Serge für gerechtfertigt und vernünftig (zumal sein Schwiegervater zu den Beteiligten gehörte), andererseits fürchtete er auch, dass eine Niederlage der Bolschewiki den Beginn der (weißen) Konterrevolution markieren würde. Nach diesen Ereignissen zog Serge sich desillusioniert aus der Politik zurück und versuchte zusammen mit seinem Schwiegervater, Alexander Roussakow, auf einem verlassenen Gut in der Nähe Petrograds eine landwirtschaftliche Kommune aufzubauen, was aber schnell an der Feindschaft der örtlichen Bauern scheiterte. Serge ging nun für die Komintern nach Deutschland und war an der Planung des gescheiterten Aufstandes vom Herbst 1923 beteiligt.

### In der Linken Opposition
Zurück in Russland, schloss sich Victor Serge der Linken Opposition um Trotzki an, der wichtigsten innerparteilichen Oppositionsgruppe In der KPdSU. Nach deren Zerschlagung und Verbot durch die Gruppe um Stalin wurde Serge 1927 aus der Partei ausgeschlossen und zunächst für einige Wochen verhaftet. Nach einer Solidaritätskampagne französischer Freunde wurde er aber zunächst freigelassen.
Die nächsten fünf Jahre verbrachte Serge mit der Abfassung von mehreren Romanen und historischen Aufsätzen und Studien, die nach Frankreich geschmuggelt und dort teilweise publiziert wurden. Die Zeit von 1928 bis 1933 war von ständigen Schikanen seitens der Geheimpolizei gekennzeichnet, die bei seiner Lebensgefährtin Liuba zum Ausbruch einer psychischen Krankheit führten. 1933 wurde Serge auf Grund eines von seiner Schwägerin erpressten Geständnisses zu drei Jahren Verbannung in Orenburg/Ural verurteilt. Dort baute er gemeinsam mit seinem Sohn und anderen Verbannten eine Oppositionsgruppe auf. 1936 konnte Serge nach einer weiteren Solidaritätskampagne seiner Unterstützer (darunter sind vor allem die Schriftsteller Romain Rolland und Magdeleine Paz zu nennen) die Sowjetunion verlassen, was ihm in Anbetracht des beginnenden Großen Terrors in der Sowjetunion das Leben rettete. In Belgien erhielten er und seine Familie politisches Asyl, sie siedelten aber bald nach Paris über.

### Im Exil
Von dort nahm er zunächst Kontakt mit dem ebenfalls exilierten Trotzki auf, überwarf sich mit diesem aber schnell. Hauptgründe hierfür waren Serges Kritik an Trotzkis Haltung zum Kronstädter Aufstand 1921 und Meinungsverschiedenheiten zum spanischen Bürgerkrieg. 1940, nach der Niederlage Frankreichs floh Kibaltschitsch zunächst nach Marseille, von dort aus gelang es ihm, ein Einreisevisum nach Mexiko zu erlangen, wo er 1941 eintraf.

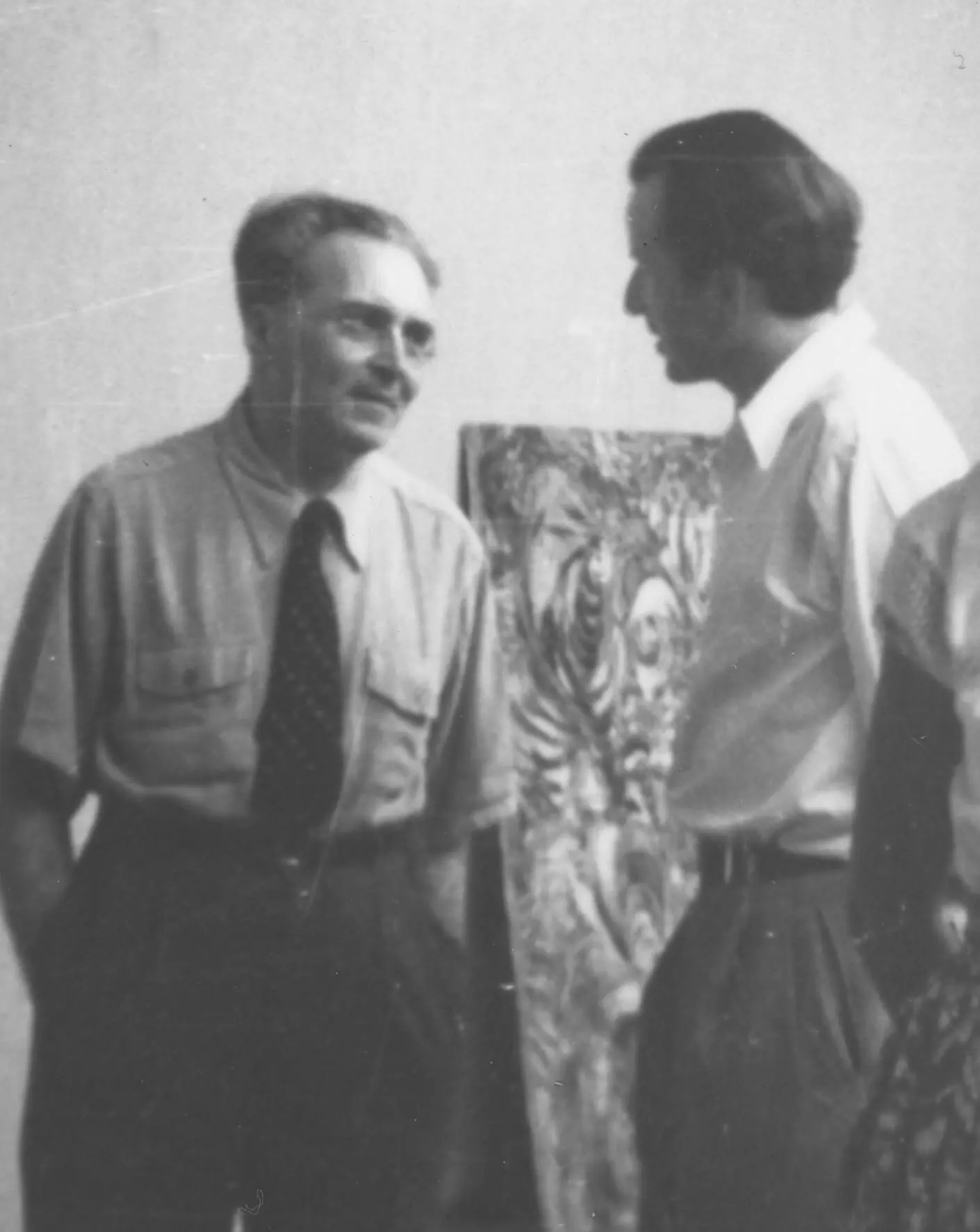
Victor Serge im Atelier des Künstlers Wolfgang Paalen (1942)

Dort war er ständigen Anfeindungen bis hin zu Mordanschlägen der örtlichen Stalinisten ausgesetzt. In relativer politischer Isolation und materieller Armut verbrachte er dort seine letzten Lebensjahre. Zu seinen engsten Freunden gehörten die Trotzki-Witwe Natalia Sedowa und der ehemalige POUM-Vorsitzende Julián Gorkin. Er verkehrte mit dem deutschen Schriftsteller Gustav Regler und den abtrünnigen Surrealisten Wolfgang Paalen, Alice Rahon und Gordon Onslow Ford. Das Ehepaar Paalen half ihm finanziell und versteckte ihn zeitweise in ihrem Haus in San Angel. Paalens philosophische Kritik an der Marxistischen Dialektik (Dialektischer Materialismus), die er in seiner Zeitschrift DYN wenig später öffentlich machte, wuchs in engem Austausch mit Serge, der zu dieser Zeit seine Memoiren schrieb und darin die Denkfehler der Dialektik zu einem der kardinalen Probleme der stockenden Revolution erklärte. Seine Schriften, in welchen er sich jetzt vor allem einem Neuentwurf eines antiautoritären Sozialismus widmete, wurden noch kaum publiziert. Im November 1947 verstarb Victor Serge an einem Herzanfall; Gerüchte, er sei vergiftet worden, konnten nie vollständig ausgeräumt werden.
Victor Serge ist der Vater des mexikanischen Murales-Malers Wladimir Kibaltschitsch (1920–2005).

## Werke in deutscher Übersetzung
- Die große Ernüchterung. Der Fall Tulajew. EVA, Hamburg 1950; Edition Büchergilde/Büchergilde Gutenberg, Frankfurt am Main 2012, ISBN 978-3-86406-013-7 (Roman über die Repression im Stalinismus, posthum veröffentlicht)
- Die Klassenkämpfe in der chinesischen Revolution von 1927. Frankfurt/Main 1975 (Neue Kritik). (zeitgenössische Kritik an der Kapitulationspolitik der chinesischen KP gegenüber der Guomindang)
- Die sechzehn Erschossenen: Unbekannte Aufsätze II. Hamburg 1977 (Assoziation) (Texte aus der Zeit um 1936 zum Stalinismus und den Moskauer Schauprozessen)
- Beruf: Revolutionär. Erinnerungen 1901 – 1917 – 1941. S. Fischer, Frankfurt 1967
  - Wieder als: Erinnerungen eines Revolutionärs 1901–1941. Nautilus, Hamburg 1991 (Autobiographie, franz. Erstausgabe 1951)
- Eroberte Stadt. Verlag Freie Gesellschaft, Frankfurt 1977 (Roman von 1932, über das Leben im revolutionären Petersburg 1918–1919)
- Für eine Erneuerung des Sozialismus: Unbekannte Aufsätze. Assoziation, Hamburg 1975 (politische Texte aus Serges letzten Jahren)
- Geburt unserer Macht. Trikont, München 1976 (Autobiographischer Roman von 1931 über den Aufstand 1917 in Barcelona)
- Jahre ohne Gnade. Europa, Wien 1981 (Roman über den Zweiten Weltkrieg, 1946 vollendet)
- Leo Trotzki. Leben und Tod. dtv, München 1981 (unter Mitarbeit von Natalja Iwanowna Sedowa in den 1940er-Jahren verfasste Biographie, erschienen 1951 in Frankreich)
- Schriftsteller und Proletarier. Neue Kritik, Frankfurt 1976 (Streitschrift gegen die administrative Gängelung der Literatur in der Sowjetunion, um 1930)
- Schwarze Wasser. Übers. Eva Moldenhauer. Rotpunktverlag, Zürich 2014 ISBN 978-3-85869-610-6 (Ein Roman über Revolution, Liebe und Verbannung, 1936–1938)

Kürzere Texte von Serge sind enthalten in
- Klaus Eschen, Sibylle Plogstedt, Renate Sami, Victor Serge: Wie man gegen Polizei und Justiz die Nerven behält. Rotbuch, Berlin 1973 (enthält einen Serge-Text zur Arbeit der zaristischen Geheimpolizei)
- Kronstadt. ISP-Verlag, Frankfurt 1981 (enthält u. a. einen Serge-Text zum Aufstand dort)
- Achim von Borries, Ingeborg Weber-Brandies (Hrsg.): Anarchismus. Theorie, Kritik, Utopie. Nettersheim 2007 ISBN 3-939045-00-4, S. 161–170.

## Sekundärliteratur
- Susan Weissman: Victor Serge. A political biography. Verso, London 2. Auflage 2013, ISBN 9781844678877.